# Kikaijima
Kikaijima (喜界島?  ; en kikai: キャー Kyaa, en ryukyuense: ききや Kikiya) es una isla del grupo de las islas Amami, que forman parte del archipiélago de Ryūkyū, en el sur del país asiático de Japón. Se encuentra a unos 25 km al este de la isla que da nombre al grupo, Amami Oshima, 380 km al sur de la tierra firme de Kagoshima, y 330 km al norte de Okinawa. Administrativamente, la isla entera pertenece a la ciudad de Kikai, en la prefectura de Kagoshima.
En comparación con Amami Oshima y Tokunoshima, la isla de Kikai es una isla relativamente llana. Está hecha de piedra caliza procedente de los arrecifes de coral